# Donaustauf

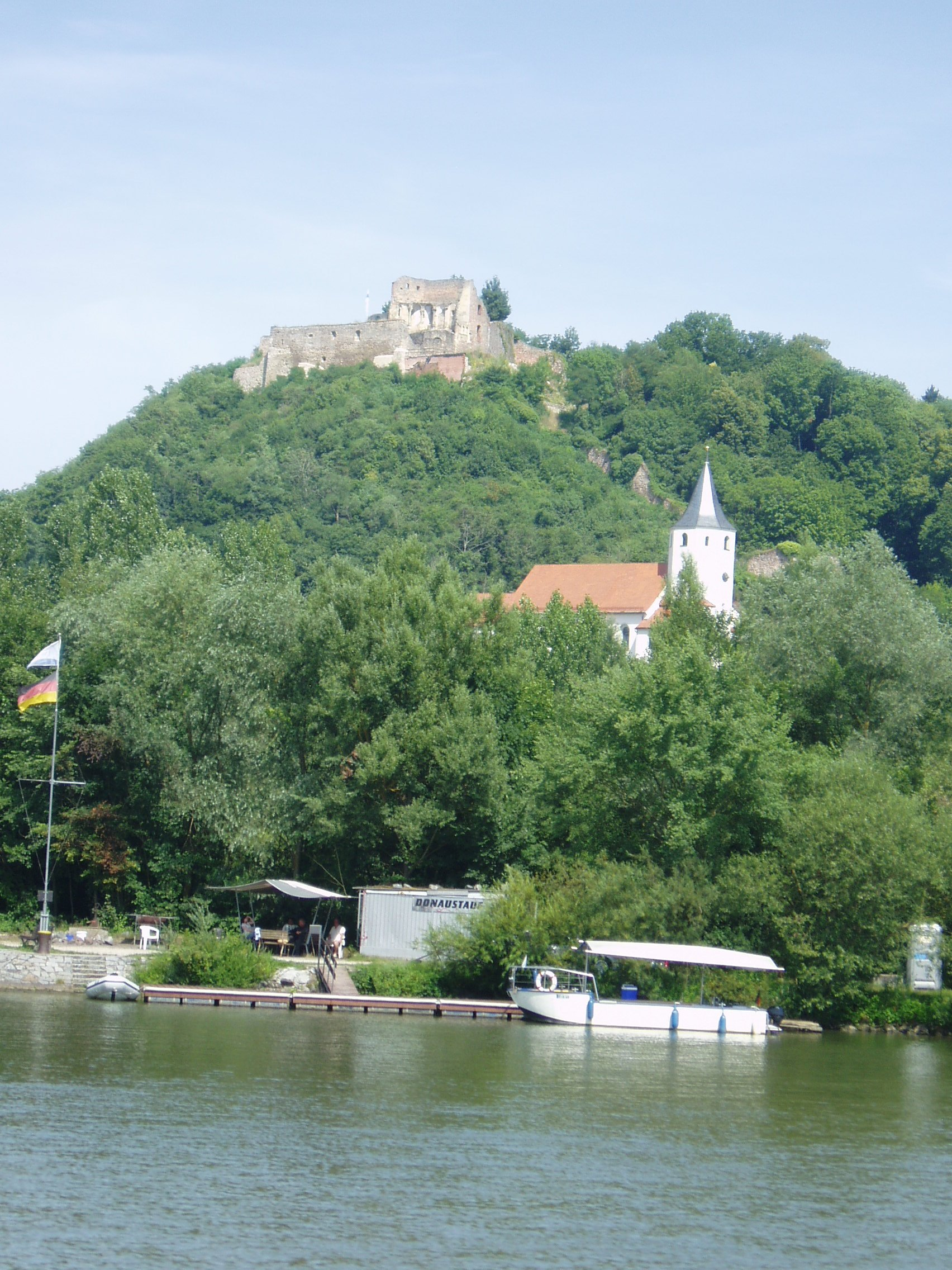
Ruinas del castillo de Donaustauf

Donaustauf es un municipio situado en el distrito de Ratisbona, en el estado federado de Baviera (Alemania). Tiene una población estimada, a fines de 2023, de 4589 habitantes.

## Lugares de interés
- Walhalla. Este templo clasicista, exteriormente similar al Partenón griego de Atenas, domina visualmente su entorno y puede verse desde lejos. Inspirado en la idea del rey Luis I de Baviera de construir un templo en honor de los "alemanes gloriosamente distinguidos". es uno de los edificios clasicistas más importantes de Alemania. La ceremonia de inauguración tuvo lugar el 18 de octubre de 1842, después de 12 años de construcción.[4]
- Ruinas del castillo de Donastauf. Fue construido entre los años 914 y 930 por orden del obispo de Ratisbona para protegerse de las invasiones húngaras. Aunque el castillo lleva tres siglos y medio en decadencia, todavía se pueden apreciar relativamente bien la extensión y la distribución de la mayoría de las edificaciones.[5]